# スーパースターフォース 時空暦の秘密
『スーパースターフォース 時空暦の秘密』（スーパースターフォース じくうれきのひみつ）は、1986年11月11日にテクモ（現・コーエーテクモゲームス）が発売した、ファミリーコンピュータ用のアクションRPGである。

## 概要
前作『スターフォース』（1984年）のオリジナルの版権を持つテクモが開発する。縦スクロールシューティングと、ダンジョン探索型アクションRPGの要素がある。その為、『頭脳戦艦ガル』（1985年）から1年振りの縦スクロールシューティング・ロールプレイングゲームとなった。謎解き要素のあるシューティングゲームは当時としては極めて斬新であった。
ファミコン版の前作『スターフォース』はハドソンから発売され、当初そのハドソンが『スーパースターフォース』の仮題で続編を開発中というニュースが少年向け漫画雑誌などで発表されたが、実はテクモに何も話を通さずに進めていた企画だったため、当時のテクモ（1986年1月7日まではテーカン）社長がこれを知って激怒し自社でスターフォースの続編を制作することになった。この煽りでハドソンは『スターフォース』の版権が使えなくなり『スターソルジャー』として発売することになった。
本作は、前作『スターフォース』で自機ファイナルスターが、浮遊大陸（暗黒星）ゴーデスとの戦いを終えた時空歴2010年を始まりの舞台にしている。ゴーデスの脅威は去ったが、時間と空間が入り乱れているこの銀河系では、その時空の歪みからのゴーデスの再来も予期されていた。その抜本的解決のために、時空間移動にも耐えられるネオ・ファイナルスターが開発された。戦士ラルフは、ゴーデスと時空宇宙の根源と見なされる時空歴0001年にまで遡って、それらの真相を解明するために再び出撃した。

## ゲーム内容

### システム
物語は、前作『スターフォース』の舞台となった時空暦2010年から始まる。過去の世界で条件を満たすと未来のマップが変わり、新しい時空に行ける。最終ステージを含めた8つのステージそれぞれに年代が設定されており、一旦到達した時代は最終ステージを除いて相互に行き来可能。タイムトラベルと、過去の時代での行動による歴史の書き換えを繰り返しながら、スターフォースの世界とその歴史「時空暦」の謎に迫る。時空暦元年（0001年）にたどり着き、最終ステージへの扉を開いた時、物語は急展開する。
ゲームオーバーになっても、タイトル画面でスタートボタンを押すだけで、タイム以外の全ての所持アイテムとゲーム進行度を引き継いで2010年から再スタートできる。使用回数は無制限である。セーブ機能やパスワードは搭載されていない。
「太陽のランプ」を、時空暦0820年で水脈を枯らした後（時空暦1003年の地上マップ出現）以降に使うと地上マップを出現させた効果音と共になくなってしまうバグがあり、他の時代である敵を倒そうとしてもこのバグのため倒せなくなる。対処方法としては「時空暦0001年を時空暦0820年より先に攻略する」ほか、時空暦0820年エルドレラの遺跡内で、紋章を2つ取得してからさらに奥の迷宮へ入る出入口を行き来することで回避できる。ただしこの後で水脈を枯らす場所に行くとバグが復活する。
本作ではマルチエンディングが採用されており、冒険の中であるアイテムを入手し、ある場所を訪れることで真のエンディングを見ることができる。

### 仕掛け
タイム
「お金」に相当する得点（スコア）のことを「タイム」と呼ぶ。空中エリアで敵を倒すことや、特定のアイテムで入手できる。空中エリアで自機が破壊されると、タイムは半分になる。最高値は99,990。
上空エリア（シューティング）
主人公ラルフは時空間戦闘機ネオ・ファイナルスターに搭乗し、敵機と戦いタイムをストックする。マップ上に設置された時の扉（ワープゾーン）に入り、決められたタイムを支払うことで、別のステージにワープすることが出来る。後述する地上マップへの入口を発見することと、過去の時代への扉を開くのが主な目的。
時の扉
赤い扉と「W」と描かれた2種類がある。赤い扉では、今まで行ったことのある時代や、自機の前後の時の扉へワープすることができる。「W」と描かれた扉は、次の時代にワープ出来る。ワープには一定のタイムを必要とする。基本的に、「W」は一度利用すればそれ以降利用する必要はない。「W」のワープは、赤い扉で次の時代に行くのに比べると必要なタイムの量が多いため、また時空暦1003年では「W」を使う機会が無い。
時空暦1003年に初めて訪れた場合の樹海エリア（この時点では樹海内を永久ループとなっており、エリア最後に行けず本来出現するはずである「W」が出現しない）で出現する赤い扉の中身が「W」と同等になっており、逆に時空暦0001年のゴーデスが出現する場所にある「W」の中身が赤い扉と同等のものとそれぞれが入れ替わっている。
地上エリア
ネオ・ファイナルスターから降りたラルフを操作し、徒歩でダンジョンを探索しながら、隠された時の秘石を探索する。上空エリアでストックしたタイムが、ここではラルフのライフポイント（体力）や、アイテムを購入する際の通貨として使用され、0になると強制的に上空エリアに戻される（「時の門」でタイムを払っている最中に0になった場合も同様）。小型の敵のほか、弾を大量に発射する大型の敵や破壊不可能な敵が存在する。ラルフは2連射できるビームガンのみで敵と渡り合わなくてはならない。被弾直後に僅かに無敵時間があるが、しつこく追尾してくるザコ敵との接触を続けると一瞬で大量のタイムを消失し空中エリアに戻される場合がある。

### アイテム
アイテムはポーズをかけ、サブ画面を開き、Bボタンで使用する。Aボタンでキャンセルできる。

#### 上空エリア専用
所持数に限りがあり、使用後に効果発揮している状態なら再び限度数を持つことができる。例としてパーサー（ツイン・レーザー）を使用後にストックとしてもう一つ購入、もしくはシールド・カプセルを使用後にストックとして最大数まで購入するといったことは可能。
パーサー
前作でも登場したネオ・ファイナルスター用オプション。1つだけ持つことができる。使用すると自機のスピードがアップし、連射機能が備わる。1608年以外は現品限りの特売品として売られており、価格はそれよりも安いがゲーム中同じ店からは一度しか購入できない。1608年の販売品は購入回数無制限。
ツイン・レーザー
使用するとレーザーが装備される。1つだけ持つことができる。レーザーはザコ敵に対して貫通力があり、編隊飛行する敵に最適である。但し一度に破壊出来る敵の数は8体まで。耐久力のある敵や地上物に対しては貫通力はない。レーザーは自機の移動にあわせて左右に動かすことができる。2010年以外は現品限りの特売品として売られており、価格はそれよりも安いがゲーム中同じ店からは一度しか購入できない。2010年の販売品は購入回数無制限。
シールド・カプセル
使用すると自機の周囲にシールドを張る。3つまで持つことができる。シールドにより、敵の攻撃を（弾、接触問わず）5回まで耐えられる。通常は白く光っているが、耐久力が残り1回の状態になると薄い黄色に変色する。2010年以外は現品限りの特売品として売られており、価格はそれよりも安いがゲーム中同じ店からは一度しか購入できない。2010年の販売品は購入回数無制限。
ネオ・ファイナルスター
使用することはできない。ノルムの店で現品限りの特売品として売られており、購入すると自機のストックがひとつ増える。要するに他のゲームでいう「1UPアイテム」である。ゲーム中同じ店からは一度しか購入できない。

#### 地上エリア専用
"爆弾"と"時の結晶"以外のアイテムは、合せて6つまで所持可能。ただし、"太陽のランプ"は1つしか所持できない。店によって販売価格が異なる。
爆弾
Bボタンを押して壁や木などに仕掛け、穴を開ける。9つ持つことができる。
くつ
使用すると移動速度がアップする。自機に戻ると効果がなくなる。
脱出装置
Bボタンを2回を押すと地上ステージを脱出できる。
ライフル連射装置
使用するとライフルの発射速度が大幅にアップし、高速連射できるようになる。効果は地上エリアにおいてラルフが敵の攻撃によって強制的に上空エリアに戻されるか、上空エリアでミスをしない限りは持続する。レーザー・カッターと併用が可能。
レーザー・カッター
使用するとライフルから貫通力を持つ弾を発射できるようになる。地形さえも貫通するため、壁向こうの敵を倒すような用途も可能になる、しかし当たり判定は最初に当たった一体しかない。効果は地上エリアにおいてラルフが敵の攻撃によって強制的に上空エリアに戻されるか、上空エリアでミスをしない限りは持続する。ライフル連射装置と併用が可能。
パワー・リスト
使用すると敵から受けるダメージ（減らされるタイム）を約半分に軽減することができる。効果は地上エリアにおいてラルフが敵の攻撃によって強制的に上空エリアに戻されるか、上空エリアでミスをしない限りは持続する。
太陽のランプ
使用すると高熱とまばゆい光を照射する。重要なアイテムのひとつである。特定場所での使用以外は消耗しない（※後述）。
時の結晶
店には売っておらず、ノルムから譲り受ける。ノルムの好物のひとつで本人曰くとても『美味』とのこと。使用するとタイムが3000増える。いつでも使えることに加え、最大9つ持つことができるが、ゲームの進行上、実際5つまでしか取得できる機会がない。

#### 重要アイテム
取得済みの重要アイテムは、先述のスタートボタン→セレクトボタンのサブ画面で確認が可能。
時の秘石
7つ集めるとゴーデスの秘密が明らかになる。迷宮の奥深くに隠されている。取得すればその場で地上ステージを脱出できる。また各時代の地上マップを出現させればサブ画面上で点滅状態で表示され、取得後は点灯状態になる。
紋章
2つで組をなしており、2つ集めると封印された扉が開く。
オアネスの封印
オアネスの大地上絵の封印を解くために必要なもの。封印は4つに分けられており、4つの時代に散らばっている。
ドレラの像
時空暦0820年のノルムが持つ謎の像。エルドレラの遺跡の入り口を開く鍵となっている。
クレオパトラ
時の秘石を7つ集めることで入手が可能。ゴーデスの封印の入り口を開く鍵となっている。

## 設定

### ステージ構成（時代）
地上エリアの名称を強調表示する。
時空暦2010年（現代） -ステージ1-
前作『スターフォース』でゴーデスを倒した時代。ここから2010年の時をさかのぼる冒険が始まる。入り口を閉ざしたアラムナの洞窟がある。
時空暦1608年（氷河期） -ステージ2-
巨獣ガニムによって幻の都市国家シャンブールが滅ぼされてしまった時代。この時代の一番大きな化石を攻撃すると2010年のアラムナの洞窟の入り口が開く。
時空暦1301年（丘陵期） -ステージ3-
青々とした海が特徴的な時代。海底に沈んだレムリア大陸が存在していたとされる時代。巨獣ガニムが生まれる前の時代であり、卵がある。この卵を破壊することでシャンブールは滅びずにすむ。
時空暦1003年（樹海期） -ステージ4-
鬱蒼としたジャングルが特徴的な時代。無限に広がる樹海が存在する。この樹海は謎の神殿マダグ・テム・オーツを覆い隠している。このステージの地上エリアを出現させるまでには複雑な手順を踏む必要がある。また、海には海底火山が存在し、これを噴火させることで1301年にレムリア大陸が姿を現す。
時空暦0820年（黎明期） -ステージ5-
数多くの遺跡が点在する、全体のストーリーにおける最も重要な鍵を握る時代。空中の敵も独自の形態をとっていて攻撃がかなり激しい。魔の森エルドレラの遺跡への入口は森に閉ざされており、その鍵はこの時代のノルムが持つドレラの像にある。遺跡内には水脈が存在し、その源泉を枯らすことでマダク・テム・オーツは樹海に覆われずにすむ。また、最終ステージへ向かう前に、この時代に戻ってあるアイテムを手に入れないと…?
時空暦0316年（創世期） -ステージ6-
無機質な岩山と巨大な地上絵が特徴的な時代。オアネスの大地上絵が地面に描かれている。4つの時代（2010年・1608年・1301年とこの0316年）に封印がちりばめられており、4つそろえると地上絵内部に侵入できる。
時空暦0001年（胎動期） -ステージ7-
おびただしい数の火山が特徴的な、時空暦の創世記。この時代には伝説の地下帝国ブ・エルジンバが存在しており、ある火山の噴火口を攻撃するとその入り口が開く。なお各ステージの地上エリアは他のステージ（エリア）で条件を満たすことで出現させるのだが、このエリアだけ例外で同ステージ上で出現させるものとなっており、出現条件としては簡単な部類に入る。上空エリアは他のステージと異なって無限ループせず、終着点でスクロールがストップする。そこにはゴーデスが待ち構えており、時の秘石を7つ集めてゴーデスを倒すことが冒険の目的である。時の秘石を集めずにゴーデスを倒すこともできるが、その後は時空暦2010年へ戻されてしまう。しかしこれを逆利用することで、「タイム」を消費せず無料で戻れる（正規では時空暦0001年から時空暦2010年に戻る際タイムを「7000」消費する）。
西暦2137年 -ステージ8-
最終ステージ。ゴーデスを倒し、ネオ・ファイナルスターがたどり着いたのは西暦2137年の地球だった。ゲームオーバーにならない限り、他のステージに戻ることは出来なくなる。高層ビルの立ち並ぶ都市上空で、地球の戦闘機の集中砲火を潜り抜けて、ラルフが見たものは…?
尚、0820年の項で触れた通り、0001年でゴーデスを倒す前に0820年であるアイテムを入手しておかないと、正式なエンディングを迎えるために進入する最終ダンジョン・ゴーデスの封印の扉が開かず、バッドエンディングになってしまう。また入れるチャンスは後にも先にも一度きり。時の扉（赤い扉）が一切出現しないため、扉を通り過ぎた場合の後戻りもゲームオーバーにならない限りできなくなるため注意が必要。

### ステージ構成（地上エリア）
アラムナの洞窟（時空暦2010年） -ステージ1-
最初に足を踏み入れることになる洞窟。時の秘石の部屋の扉は封印されており、これを解くためには2つの紋章を集める必要がある。
幻の都市国家シャンブール（時空暦1608年） -ステージ2-
超文明を誇っていた都市国家。アラムナの洞窟と同様に、2つの紋章を集めて時の秘石の部屋の扉を開く。
レムリア大陸（時空暦1301年） -ステージ3-
地殻変動によって沈んでいた伝説の大陸が、再び姿を現す。このステージでは木に爆弾を仕掛けて穴を開けないとすべてが始まらない。
謎の神殿マダグ・テム・オーツ（時空暦1003年） -ステージ4-
永遠の樹海が終わりを告げるとき、その姿を現すという神殿。時の門と呼ばれるゲートがあり、タイムを9000消費することで門が開く。タイムを払っている最中に0になると敵の攻撃で0にされたときと同様に強制的に上空エリアへ戻されるので注意が必要。
魔の森エルドレラの遺跡（時空暦0820年） -ステージ5-
森の中の古代遺跡で紋章を2つ集めて扉を開くと、広大な地下迷宮が姿を現す。地下迷宮には水脈が流れ、時の泉が湧いている。これを干上がらせることによって永遠の樹海が終わりを告げる。
オアネスの大地上絵（時空暦0316年） -ステージ6-
原始民族インパブロが、白い神ビラコチャの再来を願って描いた巨大な地上絵。凶暴な魔物ベルクリュースの奥の部屋にある「太陽の門」を通過することにより時の秘石への道が開ける。別ルートで秘石の部屋へいくことも出来るが手前にある扉が開かない。
伝説の地下帝国ブ・エルジンバ（時空暦0001年） -ステージ7-
時空暦元年にすでに存在していた地下帝国。1003年同様に「時の門」がある。特定のノルムに出会うことで一方通行に隠されたトリックを見破ることが、時の秘石へ通じる道である。
ゴーデスの封印（西暦2137年） -ステージ8-
ゴーデスの秘密が隠された迷宮。時間経過でタイムが10ずつ減少していく。一方通行の他、0001年同様のトリックや特定のルートを通らないと戻される「無限ループ」など多数のトラップが存在する。規則性を見破るとゴーデスの秘密が解ける。この迷宮には敵キャラは出現しないが、時間経過でタイムが減る為ここで0になると再突入が非常に困難となる為、「時の結晶」を持っているのであれば出し惜しみをせず全部使い切っても構わない。

## 登場キャラクター

### 主要キャラクター
ラルフ
本作の主人公。フルネームはラルフ・ビクトル・ア・レマン。ネオ・ファイナルスターのパイロットであり、地上エリアでは彼を操作してゲームを進める。
ノルム
「タイム」を糧とする時の商人。ラルフにアイテムを売ったり、また冒険の鍵を解くためのヒントを与えたりする。同社ゲーム『ソロモンの鍵』に登場するアイテム『ノルムの砂時計』はノルムの所有物であり、ラルフに「もしダーナに会ったら砂時計を返せ」と伝達を頼む場面もある。ゲームブック版ではゴーデスの弟という設定がなされている。

### 敵キャラクター

#### 空中戦で登場する敵

##### 各時代に登場する敵
名称は系統名。括弧内は（D.A.2010・D.A.1608／D.A.1301・D.A.1003／D.A.0820／D.A.0316・D.A.0001／A.D.2137）時点での名称。
フェラー系（フェルカタック／イグナ・フェプロス／フェプロス／アナス・フェプロス／アルファ・タイガー）
ロック型重爆撃機。前作のフェラー。高速で直進してくるタイプと弾をばら撒きながら低速で直進をするタイプがある。獲得タイムは40。
ロックフェラーから名を借りたかどうかは定かではない。アルファ・タイガーは前作AC版高次面フェラーに匹敵する手強さ。
ガリ系（ガリッガ／イグナ・ガプロ／ガプロ／アナス・ガプロ／サンダーホーク）
戦闘迎撃機。前作のガリ。複数で編隊を組み、大きく蛇行しながら前進してくる。獲得タイムは40。
メーウス系（メランツァ／イグナ・メケラス／メケラス／アナス・メケラス／F-47バックファイア）
超磁力式駆逐艦。前作のメーウス。自機と横軸が一致すると90度進路変更、水平飛行に転ずる。獲得タイムは80。
ネイラ系（エスパネラ／イグナ・ネフェラス／ネフェラス／アナス・ネフェラス／?）
スフィア式戦闘機。前作のネイラ。直進しているが自機が横にくると進路を変え、前方出現のものは45度、後方出現のものは135度、それぞれ進路変更する。獲得タイムは40。
オブセス系（オブセルギ／イグナ・オブレグス／オブレグス／アナス・オブレグス／マインキラー）
自動式宇宙機雷。前作のオブセス。自機の前に集結し追尾する。破壊すると2つの小型機雷に分裂し左右斜め下方向へ降下する。
破壊してもタイムは得られず小型機雷は破壊不可能な上、レーザー以外こちらの攻撃が遮断されるバリケード的な役割となっている。

##### 特定の時代にのみ出現する敵
エル・ガ・ラリオス
合体浮遊要塞。前作に登場したラリオスのプロトタイプ。コアに目が出た瞬間から弾を当て続け、合体する前に破壊できればタイムを4500獲得できる。ステージ1〜2のみ出現。このキャラの登場する際BGMが専用のものになり、後述するゴーデスのBGMのイントロ部分のアレンジ版となっている。
エンツォル
ジャイロ推進型戦闘機。画面両端に出現した後、機体両端のジャイロを回転させ方向転換。動きは前作のキリと同じ。ステージ1〜2のみ出現。獲得タイムは80。
タピア
重攻撃機。アナス・メケラスに似た外見。斜めに画面を横切るが自機の真横にくると水平方向に体当たりしてくる。前作AC版で言えば高次面でのゾフの動きに似ている。ステージ6〜7のみ出現。獲得タイムは150。
インメ・レイケン
時空偏向式戦闘機。まったく動かないがワープを繰り返してくる。時空暦元年には大量に出現する。ステージ6〜7のみ出現。獲得タイムは200と高得点。
ゴーデス
時空暦0001年の最後に待ち構える敵で、ストーリー上では「諸悪の根源」ともいわれる存在。左右に動きながら大量の弾を撒き散らしてくる。ステージ7のみ出現。このキャラの登場するBGMはかなり不気味でおどろおどろしいものとなっており、先述のエル・ガ・ラリオスのBGMの完全版で、ステージ8（西暦2137年）のステージBGM（上空・地上エリア共）にもなっている。

#### 地上戦で登場する敵
地上戦で登場する敵は倒してもタイムを獲得できない。

##### 小型の敵
敵によっては色が緑色と赤色の2種類存在し、赤色の方が耐久力が高い。
レアンドラ
6本の足を回転させて移動する。動きは直線的で、縦方向から横方向に動きを変える。
シュエル・プトロン
長い2本の触角で侵入者をキャッチし、ゆっくりと追いかけてくる。
イスパー
画面中を飛び回る。画面端に到達すると反射して動きを変える。
プロト・ファスマ
ゴキブリに似た敵。しばらくうろうろした後、突然ラルフに向かって高速で襲い掛かるように飛んでくる。古生代石炭紀に生息したプロトファスマが由来。
アギレラ
横方向から縦方向に突然動きを変える。
ナジ
泡のような姿をしている。縦方向、または横方向に移動し続け、壁に当たると跳ね返る。この敵は無敵で攻撃が一切通用しない。
ゼ・ルー
地を這うように動き回り、ゆっくりと追いかけてくる。
ゴーラ
旧式の人型ロボット。うろうろしているだけ。
レイス・ゲルソン
人型モンスター。うろうろ動き回っているだけ。

##### 大型の敵
地上エリアの特定の場所に登場する。ライフルを数十発撃つことで撃破が可能、逆にいえばこれらのキャラが登場する場所には、その先に重要なアイテムなどが存在すると解釈できる。
ゴルテガ
強靭な体力を誇る人型モンスター。横方向に往復しながら弾を大量に撃ってくる。
ルベラ
マグマの中から生まれたという火炎竜。縦方向に往復しながら弾を大量に撃ってくる。
ゾラン
大型の無脊椎動物。あまり動かないものの、弾を大量に撃ってくるため侮れない。
ゼゴン
甲冑魚。横方向に往復しながら弾を大量に撃ってくる。
ウォーターホルガー
体の90%が水分でできているモンスター。あまり動かず弾を大量に撃ってくる。この敵にライフルやレーザーでの攻撃は通用しない。倒すにはあるアイテムが必要。
ベルクリュース
迷宮の奥底に潜む凶暴な六角竜。縦方向に往復しながら弾を大量に撃ってくる。

## 評価
- ゲーム誌『ファミリーコンピュータMagazine』の読者投票による「ゲーム通信簿」での評価は以下の通りとなっており、20.18点（満30点）となっている[6]。

| 項目 | キャラクタ | 音楽 | 操作性 | 熱中度 | お買得度 | オリジナリティ | 総合  |
| 得点 | 2.35       | 2.64 | 3.75   | 3.80   | 3.93     | 3.71           | 20.18 |

- ねとらぼのしんざきは、本作の音楽について、透明感があると同時に、メロディアスなところもあるうえにテクノ感に満ちており、作曲を務めたメタルユーキ（斎藤幹雄）の個性がよく表れて素晴らしいと評価している[1]。